# 安徽医科大学第一附属医院
安徽医科大学第一附属医院位于中国安徽省合肥市，成立于1926年，属于三级甲等综合医院。医院分为绩溪路院区、高新院区、长江路院区以及北区和南区。

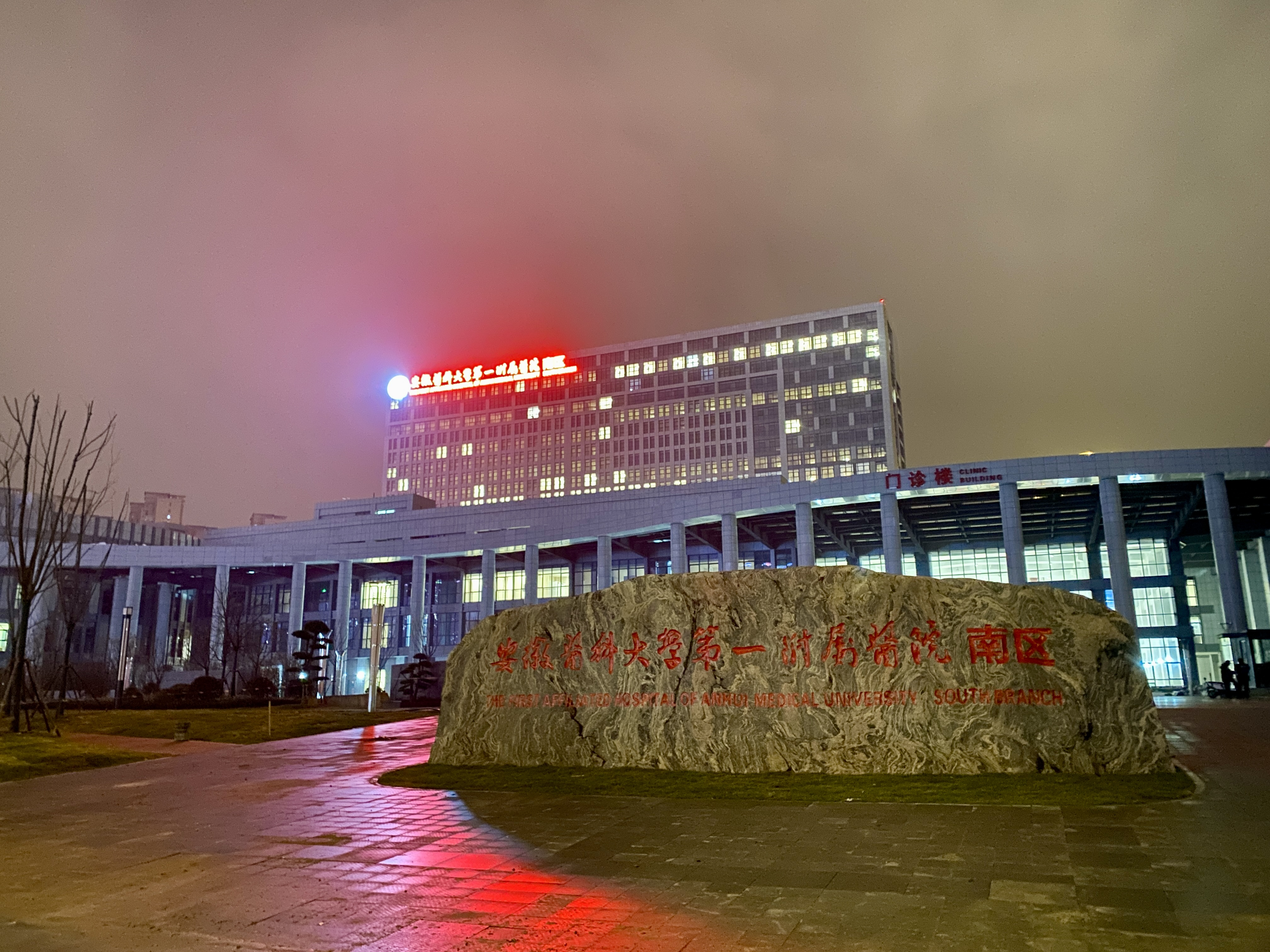
安徽医科大学第一附属医院南区大门夜景

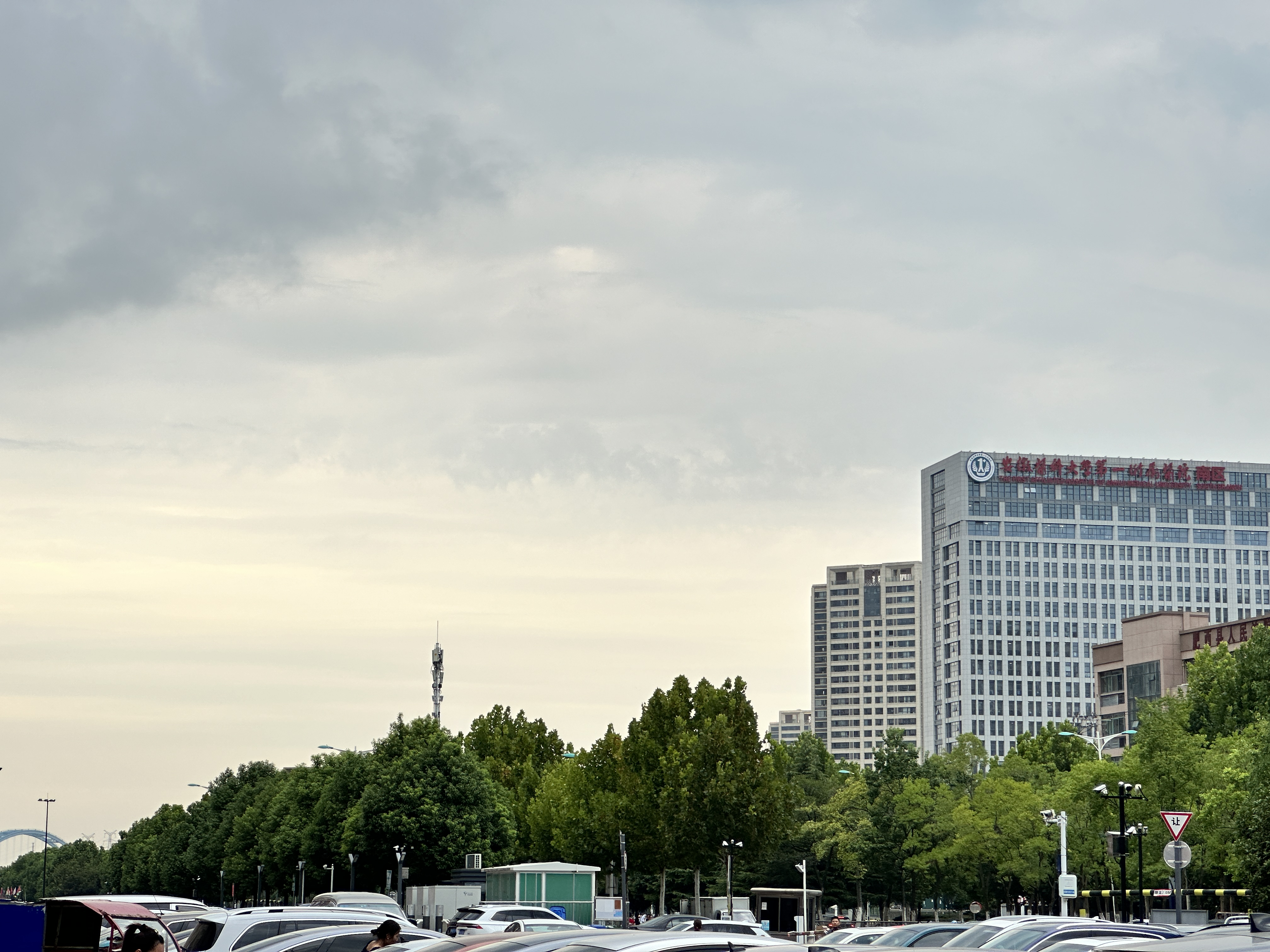
夏天即将暴雨的安徽医科大学第一附属医院南区远景

## 历史沿革
安徽医科大学第一附属医院的前身是上海市东南医学院附属东南医院，1949年随安徽医科大学迁至安徽省怀远县，1952年再迁至合肥市。医院主办五种国内外公开发行杂志：《肝胆外科杂志》、《临床骨科杂志》、《临床眼科杂志》、《临床护理杂志》、《临床肺科杂志》。

## 医院荣誉
2020年9月8日，安徽医科大学第一附属医院获得中共中央、国务院以及中央军委授予的“全国抗击新冠肺炎疫情先进集体”的荣誉称号。 当年12月，被评为安徽省抗击新冠肺炎疫情先进集体。